# Minerva Fossae
Le Minerva Fossae sono una struttura geologica della superficie di Venere.